# Shah Shuja Durrani
Ne doit pas être confondu avec Shâh Shujâ ou Chah Chodja.
Shah Shuja al-Mulk est un prince afghan de la dynastie Durrani né le 4 novembre 1785 et mort le 5 avril 1842. Il règne sur l'Empire durrani à deux reprises : d'abord de 1803 à 1809, puis de 1839 à sa mort.

## Biographie

### Origines
Né en 1780 ou 1786, Shuja al-Mulk est l'un des nombreux fils (ils sont au moins 29, peut-être jusqu'à 34) de Timour Shah, le deuxième souverain de l'Empire durrani. La mère de Shuja, issue de la tribu des Sadozai, est l'épouse favorite de Timour Shah, à qui elle donne au moins un autre fils, Zaman.
Sur son lit de mort, Timour Shah annonce vouloir léguer le trône à Zaman, l'aîné des fils de sa favorite, qui est alors gouverneur de Kaboul. Ce dernier devient ainsi shah en avril 1793 et bénéficie du soutien de son frère cadet Shuja, mais il se retrouve confronté aux ambitions de leurs demi-frères Homayun, gouverneur de Kandahar, et Mahmoud, gouverneur de Hérat. Homayun, qui est l'aîné des fils de Timour, se proclame roi avec le soutien de Mahmoud. Shuja est envoyé à Kandahar pour mater les rebelles avec Payinda Khan, chef du clan Barakzai qui occupe la charge de vizir auprès de Zaman. Shuja est nommé gouverneur de Peshawar par son frère en 1798.
Accusé d'avoir fomenté un complot pour évincer Zaman Shah et le remplacer sur le trône par Shuja, Payinda Khan est arrêté et exécuté en 1800. Les fils de Payinda Khan affirment que leur père a été victime d'un coup monté et jurent de le venger. L'aîné, Fateh Khan, s'allie avec Mahmoud, réfugié à la cour de Perse. À la tête des troupes du clan Barakzai, ils s'emparent de Kandahar et progressent vers Kaboul. Déserté par ses hommes, Zaman est capturé et aveuglé. Shuja revendique sa succession, mais il ne parvient pas à déloger Mahmoud de Kaboul et se réfugie dans les montagnes.

### Premier règne (1803-1809)

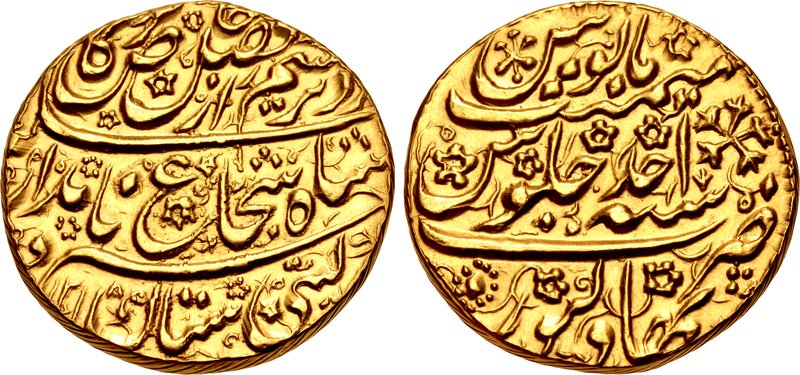
Un mohur au nom de Shah Shuja frappé à Bahawalpur en 1803.

Au début de l'été 1803, Kaboul est en proie à de violentes émeutes sectaires. Les principaux chefs religieux sunnites de la ville, parmi lesquels le Mukhtar al-Daula Sher Mohammed Khan et le mirwais Khwaja Khanji, proclament une fatwa contre la minorité chiite qui vise en particulier la caste des Qizilbash. Mahmoud Shah tente de calmer le jeu en faisant arrêter les meneurs de la fatwa, mais Sher Mohammed parvient à s'échapper et rejoint Shuja, à qui il propose de l'aider à prendre le pouvoir.
Shuja marche sur Kaboul et s'empare de la ville le 12 juillet. Il y pénètre le lendemain et se fait reconnaître roi. Il fait preuve de clémence vis-à-vis de son demi-frère Mahmoud qu'il ne fait ni aveugler, ni exécuter, mais simplement emprisonner. Fateh Khan, le vizir de Mahmoud, se trouve alors à Kandahar aux côtés de Kamran, le fils du shah déchu. Pour obtenir leur soumission, Shuja y envoie une armée menée par son neveu Qaisar, le fils de Zaman. Fateh accepte d'ouvrir les portes de Kandahar en échange de la promesse de conserver son titre de vizir, mais Shuja ne tient pas parole et l'accorde à Sher Mohammed. Kamran se réfugie quant à lui à Hérat, ville tenue par Firoz al-Din, frère et allié de Mahmoud.
À l'automne 1803, Fateh Khan se révolte contre Shuja à Kandahar. Il persuade Qaisar de le rallier, mais le prince se rend dès que l'armée envoyée par le shah arrive devant la ville. L'ancien vizir s'enfuit à Hérat, mais lorsque Firoz al-Din se soumet à son tour à Shuja, il rentre à Kandahar où il est brièvement incarcéré. Il tente de mener un nouveau soulèvement depuis Grishk (en) avec le prince Kamran et Firoz, mais leur alliance fragile ne dure pas.
En 1807, alors que Shuja se trouve dans le Sind, ses anciens alliés Sher Mohammed Khan et Khwaja Khanji prennent le parti de Qaisar Mirza, qu'ils reconnaissent comme roi. Plusieurs gouverneurs régionaux se joignent à cette révolte, de même que Mahmoud et Fateh Khan. Le shah parvient à vaincre les troupes de Qaisar devant Peshawar le 3 juillet 1808 et lorsqu'il pénètre dans la ville, la tête de Sher Mohammed est brandie sur une pique à ses côtés. Shuja reprend facilement le contrôle de Kaboul et inflige une défaite à Mahmoud et Fateh Khan près de Qalat-i Ghilzai, mais il ne les pourchasse pas jusqu'à Kandahar. À la place, il envoie ses troupes, menées par son nouveau vizir Akram Khan et Madad Khan Ishaqzai, écraser le gouverneur du Cachemire Ata Mohammed Khan, le fils de Mukhtar al-Daula. Leur campagne se solde par un désastre et les pertes subies empêchent Shuja d'entraver la progression de Mahmoud vers Kaboul.
C'est durant cette période troublée que l'Afghanistan accueille sa première ambassade occidentale. Craignant les visées de Napoléon sur l'Inde britannique, la Compagnie britannique des Indes orientales envoie des émissaires vers la Perse, l'empire sikh du Pendjab et l'Afghanistan des Durrani pour conclure des alliances défensives avec leurs monarques. La mission afghane, dirigée par Mountstuart Elphinstone, arrive à Peshawar en février 1809. Les Afghans parviennent à dissimuler l'instabilité qui règne dans le royaume et un traité est signé par Shah Shuja et Elphinstone le 14 avril. Les engagements pris de part et d'autre sont réduits : les frontières afghanes doivent être fermées à tout étranger français ou persan, tandis que les Britanniques promettent leur assistance en cas d'attaque sur Hérat.
Le traité conclu par Elphinstone est ratifié le 14 juin par le gouverneur-général des Indes Lord Minto. Il n'a déjà plus aucune valeur, car Shuja a été entre-temps battu par Mahmoud à la bataille de Nimla (en). Le vizir Akram Khan est tué en chargeant l'adversaire, tandis que le shah parvient à prendre la fuite. Après sa déposition, ses femmes et concubines quittent précipitamment Peshawar pour se réfugier à Delhi, rattrapant dans leur fuite la mission d'Elphinstone qui se trouve encore sur le chemin du retour.

### Exil

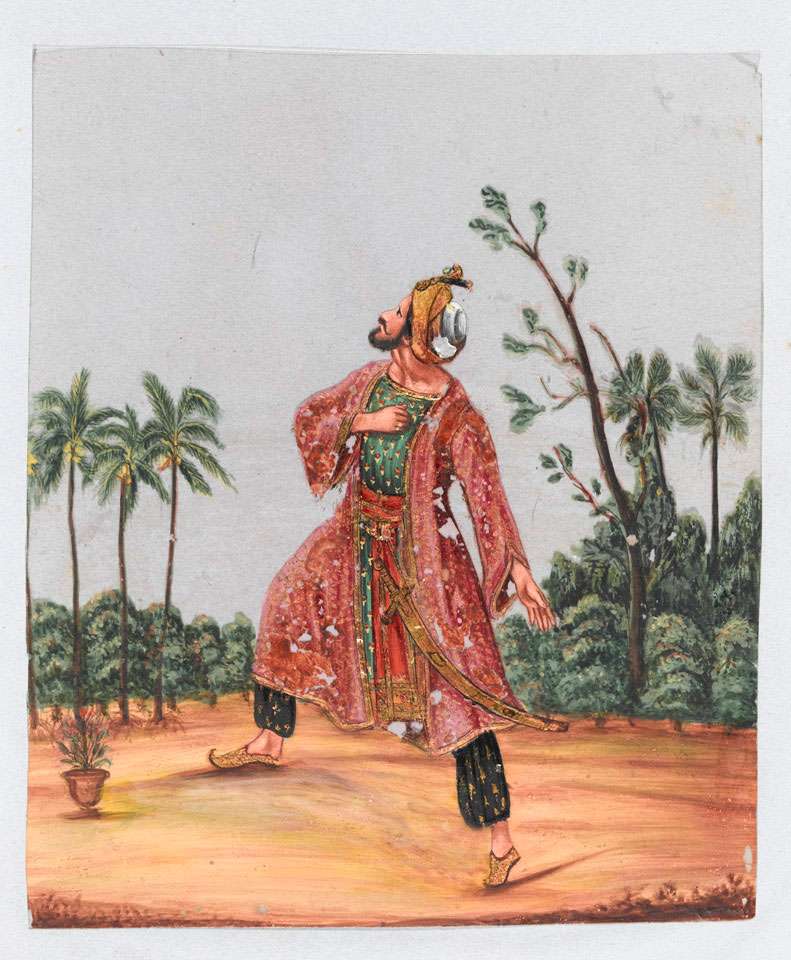
Portrait de Shah Shuja en 1835, pendant son exil en Inde.

Contraint à l'exil, Shuja erre entre les diverses principautés du nord de l'Inde au cours des années qui suivent. L'accueil ostensible que lui réservent les souverains locaux relève en réalité davantage d'une captivité dorée. Il réside ainsi sous bonne surveillance à Attock vers 1811-1812, puis au Cachemire vers 1812-1813 et enfin à Lahore, dans le Pendjab, vers 1813-1815. Pour prix de son séjour à la cour de l'empire sikh, il doit céder le précieux diamant Koh-i Nor au maharadjah Ranjît Singh, qui s'amuse à promener le shah déchu dans une cage pendant ses déplacements.
En 1816, Shuja est accueilli à Ludhiana par les Britanniques, qui lui versent une pension annuelle de 50 000 roupies. Deux ans plus tard, il est sollicité par le sardar Azim Khan (en), qui est entré en révolte contre Shah Mahmoud à la suite de l'exécution de son frère, le vizir Fateh Khan. Comme Shuja exige d'être reconnu roi à part entière, Azim Khan choisit finalement d'installer sur le trône Ayyoub Shah, un autre fils de Timour, plus conciliant. L'Afghanistan est alors déchiré entre plusieurs prétendants (Mahmoud à Hérat, Ayyoub à Peshawar et Ali à Kaboul), soutenus par différents membres du clan Barakzai qui sont les véritables maîtres du pouvoir. Les souverains voisins en profitent pour s'étendre aux dépens des Afghans. En 1823, Ranjît Singh remporte une victoire décisive sur Azim Khan à la bataille de Nowshera qui lui permet d'annexer la vallée de Peshawar à l'Empire sikh. Il ne rend pas son trône à Shuja, bien que ce dernier ait levé des troupes pour soutenir les Sikhs. Ayyoub Shah est déposé et exilé la même année, et même si Mahmoud maintient son indépendance à Hérat, c'est la fin de l'Empire durrani.
Shuja rédige ses mémoires pendant son exil. Il tente à plusieurs reprises de reconquérir l'Afghanistan, sans succès. Il mène une campagne pour s'emparer de Kandahar à l'été 1834 avec le soutien ouvert de Ranjît Singh et celui tacite des Britanniques. Ses troupes sont vaincues avant d'avoir pu pénétrer dans la ville. La découverte dans ses bagages de lettres échangées avec l'officier Claude Martin Wade (en), qui soutient la restauration de Shuja sur le trône afghan, dégrade les relations entre les autorités britanniques en Inde et le nouveau maître de Kaboul, l'émir Dost Mohammad Khan.

### Retour au pouvoir (1839-1842)
Craignant de voir la région passer sous influence russe, les Britanniques décident d'envahir l'Afghanistan pour y rétablir Shuja sur le trône. Un traité est conclu à cette fin entre le gouverneur général des Indes George Eden et Ranjît Singh le 26 juin 1838 avant d'être ratifié par Shuja le 17 juillet. Bien qu'il soit qualifié de tripartite, cet accord a été négocié par-dessus la tête du shah déchu, qui s'engage à laisser aux Sikhs l'intégralité du Pendjab jusqu'à la passe de Khyber et à leur verser un tribut annuel. Il perd également toute indépendance en matière de politique étrangère.
La principale force d'invasion, commandée par le lieutenant-général Willoughby Cotton (en), comprend 7 000 soldats, en majorité Indiens, levés par Shuja, en plus des 9 500 hommes provenant des armées du Bengale (en) et de Bombay. Cette « Armée de l'Indus » se met en marche en décembre 1838 et s'empare sans coup férir de Kandahar le 25 avril 1839. Une cérémonie de sacre pour Shuja s'y déroule le 9 mai.
Les troupes britanniques arrivent à Kaboul le 6 août 1839, quatre jours après que Dost Mohammad Khan en a pris la fuite, et Shuja fait son entrée dans la ville le lendemain. Il fonde un ordre de chevalerie, l'ordre de l'Empire durrani (en), afin de récompenser les officiers britanniques ayant contribué à sa restauration.
Lorsque Kaboul se soulève contre les Britanniques, en novembre 1841, Shah Shuja refuse de prendre la tête de l'insurrection et s'isole dans le fort de Bala Hissar (en). Après le départ des troupes britanniques, il tente de jouer les différentes factions rebelles les unes contre les autres pour se maintenir au pouvoir, mais il est assassiné le 5 avril 1842 par son filleul Shuja al-Daula.

## Mariages et descendance
Shuja Shah a plusieurs femmes, parmi lesquelles Wafa Begum, la fille aînée de Payinda Khan. Réfugiée en Inde après la déposition de son mari, elle sollicite l'aide des Britanniques pour obtenir sa libération de Ranjît Singh.
Parmi les enfants de Shuja Shah :
- Mohammed Timour (1802 – 31 octobre 1854), héritier désigné de son père, mort en Inde ;
- Mohammed Akbar (mort le 31 janvier 1840 à Kaboul), fils de Wafa Begum ;
- Sultan Fath Jang (mort le 25 juin 1855), fils de Wafa Begum, succède brièvement à son père à Kaboul entre le 29 juin et le 12 octobre 1842 ;
- Sultan Shahpur (mort en 1884 à Peshawar), fils de Wafa Begum, succède brièvement à son frère jusqu'en décembre 1842.